# Plaza de toros del Triunfo
La plaza de toros del Triunfo o plaza de toros de Álvarez, también conocida como La Chata, fue un inmueble de la ciudad de Granada que estuvo situado en la actual Plaza del Triunfo, junto al Hospital Real y el antiguo Convento de san Juan Bautista. Su construcción fue iniciada en 1880 por el arquitecto municipal Cecilio Díaz Losada, quien diseñó un recinto circular, de ladrillo y mampostería.
La inauguración de la plaza tuvo lugar el 3 de abril de 1880 anunciándose toros de la ganadería sevillana de Antonio Miura y que estoquearon tres de los diestros más famosos del momento: Rafael Molina Lagartijo, Salvador Sánchez Frascuelo y José Sánchez Cara-Ancha.

## Historia del edificio

### Antecedentes
La ciudad de Granada desde mediados del siglo XVIII había celebrado sus espectáculos taurinos dentro de la Plaza de toros de la Real Maestranza de Caballería. La institución nobiliaria acogía dentro de este recinto los diferentes festejos que se anunciaban sustituyendo a los distintos enclaves en los que, con plazas efímeras de talanqueras, se habían venido celebrando. El incendio que aconteció el 10 de septiembre de 1876 dejó asolada la fábrica e impidió que se pudieran seguir celebrando cualquier tipo de corrida de toros o novillada.
Tras la destrucción, y en medio del auge económico de la ciudad, el Ayuntamiento de Granada promovió en 1879 la construcción de un nuevo espacio donde acoger los festejos taurinos que se habitualmente se daban con motivo de las fiestas u otros eventos. Así, encargó tres proyectos distintos: el primero de ellos al carpintero Tomás Valdivieso, el segundo a Manuel Rodríguez Torres y el tercero al arquitecto local Cecilio Díaz Losada. Los dos primeros plantean realizar su construcción en el actual Paseo del Salón mientras que el tercero plantea hacerlo sobre los terrenos de un aristócrata local, Pedro Álvarez Moya, caballero maestrante y teniente coronel de caballería.

El propio arquitecto hacía una descripción de cómo se había proyectado la nueva plaza y que iba a cobrar forma en los siguientes meses:
"El primero es el de la planta baja, que comprende el cuerpo central, y en él la entrada principal del edificio: los despachos de billetes, las escaleras que conducen á los palcos de la presidencia, de la propiedad y de la Maestranza; la arena y pasillos de circulación, y también el arrastradero de toros, independiente del de caballos, la conserjería; el cuarto de los vaqueros, el desolladero y despacho de carnes, que se comunica con el interior y exterior; las cuadras capaces de contener cuarenta caballos; el guardarnés, el descansadero, los jaulones, de los que uno lleva el muelle para embolar y el otro está previsto de abrevadero por si que quiere hacer el apartado de algún bicho; la enfermería, el oratorio, la sala de descanso para los diestros, los toriles y algunos almacenes.
Es el segundo plano el de la planta de los tendidos, dividida en ocho departamentos con sus correspondientes entradas ó vomitorios que la dan mayor independencia y comodidad; aparece también en el plano el corredor ó pasillo al aire libre para presenciar los encierros.
El tercer plano es el del alzado y la fachada del edificio, que comprende un cuerpo central y orden a cada lado del sistema general de huecos de la vuelta de plaza"
A pesar de la crítica favorable que recibió por parte de algunos autores en cuanto a su estilo y características formales, el historiador local Francisco de Paula Valladar consideró a este edificio sin ningún interés o valor artístico.

### Inauguración de la plaza
La inauguración de la plaza tuvo lugar el 3 de abril de 1880 anunciándose toros de la ganadería sevillana de Antonio Miura y que estoquearon tres de los diestros más famosos del momento: Lagartijo, Frascuelo y Cara-Ancha. El festejo fue presidido por el gobernador civil de la ciudad, José María Sánchez quien fue el encargado de dar la orden de salida del primer toro de la historia de la plaza, de nombre Chocero, herrado con el número 37. Para esta ocasión, las moñas de los toros fueron donadas por la aristocracia local: la duquesa de Abrantes, la marquesa de San Fernando además de la familia Mulher y el propietario de la plaza, Pedro Álvarez. Al día siguiente, los mismos diestros volvieron a comparecer en la plaza de Granada, lidiando en esta ocasión una corrida de la ganadería de Laffite.

### Remodelación
El 17 de agosto de 1889 se produjo un ciclón en Granada que destruyó parte de la plaza de toros. El vendaval originado destruyó parte de la estructura del edificio: "sobre los tendidos hacia el Arco de Elvira cayeron tejados y la estructura de hierro" y "las barreras y contrabarreras desaparecidas por los aires".
La reconstrucción se lleva a cabo durante los meses de invierno y una vez autorizada por las obras por el arquitecto municipal se da la licencia de apertura, prevista para el 5 de junio de 1890. Unas obras que supusieron eliminar el piso superior del edificio, perdiendo altura con respecto al diseño originario, lo que motivará el apelativo de La Chata. Para la reinauguración del coso la empresa contrató una corrida del hierro de Félix Urcola y que lidiaron Lagartijillo Chico, Paco Madrid y Joselito el Gallo; siendo el primer toro de la tarde Barbero, herrado con el número 25.

### Destrucción
La construcción de la conocida como Nueva Plaza de toros de Granada en 1928 determinó que el número de festejos que se celebraban en La Chata fuera cada vez menor y con unos carteles más asequibles para poder competir económicamente con la capacidad de aforo que tenía la otra plaza. Así, en 1948, se celebraron los últimos festejos; siendo el último evento que se organizó una novillada del hierro de Hidalgo Hermanos, ganadería de la cual nacería años más tarde la del Conde de la Maza, y que fue estoqueada por cuatro novilleros locales: Enrique Bernedo Bojilla, Antonio Quesada Rubito de Churriana, Antonio Quijada y Diego García Molina.

## Efemérides
- 3 de abril de 1880: se inaugura la plaza con toros de la ganadería de Miura para los diestros Rafael Molina "Lagartijo", Salvador Sánchez "Frascuelo" y José Campos "Cara-Ancha".
- 17 de agosto de 1889: un ciclón asoló la estructura metálica de la plaza, dejándola prácticamente en ruinas y cuyas reformas se presupuestaron en 75.000 pesetas (15.000 duros).[2]
- 31 de octubre de 1897: toma la alternativa el único diestro en doctorarse en esta plaza, Antonio Guerrero Guerrerito quien toreó junto a Antonio Moreno Lagartijillo una corrida de la ganadería de Celsa Fontfrede, siendo el toro de la alternativa Pachaneto.[11]
- 1 de mayo de 1912: se reinaugura la plaza con una corrida de toros de Félix Urcola para Lagartijillo, Paco Madrid y Joselito el Gallo.
- 2 de septiembre de 1934: muere en el ruedo el torero Miguel Morilla El Atarfeño tras recibir una severa cornada de un toro de la ganadería de Rufino Santamaría.
- 29 de agosto de 1948: se celebra el último festejo de la historia de la plaza antes de proceder a su demolición y en el que se lidió una corrida del hierro de Hidalgo Hermanos.